# Adam Burchard von Schiebell
Adam Burchard von Schiebell (* 1719 in Warschau; † 13. März 1796 in Dresden) war ein kurfürstlich-sächsischer General der Kavallerie, Kommandant des Kadettencorps und Kabinettsminister.

## Leben und Werk
Er stammte aus der Adelsfamilie von Schiebell und trat in den Dienst des König-Kurfürsten Friedrich August. Bereits im Zweiten Schlesischen Krieg zeichnete er sich unter dem Kommando des Generalleutnants von Sybilsky als Kavallerieführer der Polnisch-Sächsischen Armee aus, indem er 1745 mit seinen Ulanen ein preußisches Dragonerregiment im Mordgrund bei Dresden zerschlug. Er avancierte rasch und übernahm 1781 mit dem Range eines Generalleutnants das Kommando über das sächsische Kadettencorps und wurde schließlich zum General der Kavallerie befördert und 1790 zum Kabinettsminister ernannt.

## Ehrungen
In Drebkau wurden eine Straße und die Schiebell-Grundschule nach ihm benannt.